# Gesang der Jünglinge
Gesang der Jünglinge est une œuvre de musique électroacoustique de Karlheinz Stockhausen. Elle a été diffusée pour la première fois le 30 mai 1956 par les studios de la Westdeutscher Rundfunk, une radio basée à Cologne.
Il s'agit de la première tentative concluante de musique électro-acoustique, un nouveau genre mêlant la musique électronique, particulièrement développée en Allemagne, notamment par Stockhausen lui-même, et la musique concrète, développée en France par Pierre Schaeffer et Pierre Henry.

## Contenu
L'œuvre fait entendre, au moyen d'une bande 4 pistes, une superposition de sons sinusoïdaux, produits par des moyens purement électroniques, de divers sons émis par un jeune homme de 12 ans qui fait entendre outre des cris et des bruits, la récitation intelligible du treizième chapitre du Livre de Daniel de la Bible, ainsi que de sons complexes provenant de cette voix.
La partition prévoit également la question de la spatialisation du son, faisant partie intégrante de la composition, en spécifiant le nombre et la disposition de haut-parleurs autour des auditeurs.